# Rautjärvi
Rautjärvi es un municipio de Finlandia.
Se localiza en la provincia de Finlandia Meridional y es parte de la región de Karelia del Sur. El municipio tiene una población de 3,590 (junio, 2015) y cubre un área de 401.89 km² de los cuales 50.25 km² son agua. La densidad de población es de 10.21 habitantes por kilómetro cuadrado.
El municipio es monolingüe y su idioma oficial es el finés. Es el lugar de nacimiento del legendario francotirador Simo Häyhä, héroe de la Guerra de Invierno de la Segunda Guerra Mundial.

## Personas conocidas en el mundo
- Simo Häyhä, héroe notable de la Guerra de Invierno de la Segunda Guerra Mundial.
- Jesse Joronen, arquero de fútbol. Actualmente juega en el Brescia Calcio.